# کورومه، فوکوئوکا
کورومه در استان فوکوئوکا در کشور ژاپن  واقع شده‌است  که دارای جمعیت ۳۰۵٬۱۴۷ نفر و مساحت ۲۲۹٫۸۴ کیلومتر مربع با تراکم جمعیت ۱٬۳۲۸  نفر در کیلومترمربع است و در تاریخ ۴ ژانویه ۱۸۹۹ به عنوان شهر شناخته شد.